# Tifón Mawar (2005)
El tifón Mawar fue un supertifón fuerte que azotó el sur de Japón y causó grandes daños en todo el país (aunque se desconocen los daños totales). Mawar, la undécima tormenta nombrada y el noveno tifón de la temporada de tifones del Pacífico de 2005, se originó a partir de un grupo de tormentas eléctricas que persistieron cerca de las Islas Marianas. El 19 de agosto de 2005, la Agencia Meteorológica de Japón (JMA) informó que una depresión tropical se formó a partir de estas tormentas eléctricas, al mismo tiempo que la depresión tropical Doce-W se convirtió en tormenta tropical, nombrándola Guchol. El Centro Conjunto de Advertencia de Tifones (JTWC) emitió un Alerta de Formación de Ciclón Tropical (AFCT) el mismo día, antes de que ambas agencias actualizaran el sistema a tormenta tropical, ganando el nombre de Mawar de la Agencia Meteorológica de Japón (JMA). Influenciado por una cordillera subtropical al noreste, el pequeño Mawar se fortaleció rápidamente, alcanzando el estatus de súper tifón de categoría 4 el 22 de agosto, antes de que se debilitara lentamente debido a condiciones desfavorables. Continuó debilitándose, antes de tocar tierra cerca de Tokio en Japón, el 25 de agosto. Recurrió hacia el noreste antes de pasar a un mínimo extratropical el 27 de agosto. Los remanentes de Mawar persistieron durante tres días más antes de disiparse el 30 de agosto.
Dos personas murieron y siete resultaron heridas debido a Mawar. El tifón destruyó algunos cultivos y hubo informes de inundaciones y deslizamientos de tierra posteriores.

## Historia meteorológica
El 18 de agosto de 2005, persistió un área de convección, a unas 170 millas náuticas al sureste de Iwo Jima. Ubicado en un entorno favorable, la perturbación organizada, lo que llevó a la emisión de Alerta de Formación del Ciclón Tropical (TCFA) por parte del Centro Conjunto de Advertencia de Tifones (JTWC) al día siguiente. La Agencia Meteorológica de Japón (JMA) y la Centro Conjunto de Advertencia de Tifones (JTWC) declararon la perturbación como depresión tropical el mismo día. El sistema se fortaleció aún más hasta convertirse en una tormenta tropical, y la Agencia Meteorológica de Japón (JMA) lo nombró Mawar. Una cresta subtropical al noreste del sistema dirigió a Mawar hacia el noroeste, hacia un ambiente más favorable. Mawar continuó intensificándose, alcanzando el estado de tifón el 21 de agosto. Pronto se convirtió en un súper tifón; sin embargo, duró poco, ya que el Centro Conjunto de Advertencia de Tifones (JTWC) volvió a degradar el sistema a un tifón mayor. Mantuvo su estado durante dos días, antes de volver al noreste. Se debilitó aún más a medida que se acercaba a tierra, antes de tocar tierra en la península de Miura, cerca de Tokio, la noche del 25 de agosto, con vientos máximos sostenidos de 85 nudos. Se debilitó aún más a lo largo de su paso, antes de llegar a la costa en el Océano Pacífico el 26 de agosto. Allí, el Centro Conjunto de Advertencia de Tifones (JTWC) y la Agencia Meteorológica de Japón (JMA) emitieron las últimas advertencias en su transición a un mínimo extratropical. Los remanentes de Mawar persistieron durante tres días más, antes de que finalmente se disiparan el 30 de agosto.

## Preparaciones e impacto

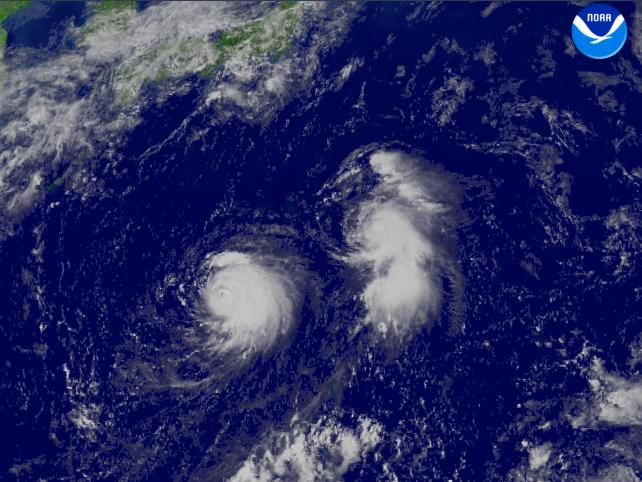
Mawar (izquierda) y la tormenta tropical Guchol (derecha) el 22 de agosto de 2005

89 vuelos con destino y desde Japón fueron cancelados en preparación para el tifón que se avecinaba. El servicio de balas del país también fue cancelado y algunos agricultores recolectaron sus cosechas para evitar mayores daños a medida que pasa el tifón. En muchas refinerías de petróleo en el este de Japón, Mawar forzó brevemente la suspensión de las operaciones de atraque de barcos. La Central Japan Railway Company preparó un tren de siesta para aquellos que no pueden ir a sus hogares debido a la suspensión de los trenes bala. La supuesta trigésima exhibición de fuegos artificiales de Nagareyama también se canceló debido al tifón.
En el área de Kanto, las islas Izu, la prefectura de Shizuoka, la prefectura de Yamanashi y la prefectura de Miyagi, el tifón causó daños en viviendas, inundaciones y cortes de agua. Los fuertes vientos han derribado las frutas sin cosechar en la prefectura de Nagano. Más de 23,000 hogares en estas áreas también informaron cortes de energía debido a postes de servicios públicos caídos. También hubo informes de ríos desbordados en diferentes prefecturas debido al tifón. La precipitación por hora registrada en la prefectura de Miyazaki y la isla de Aoshima fue de 72 mm, lo que provocó fuertes lluvias. La estación de Hakone en Kanagawa informó su precipitación récord, a 528 mm cuando pasó el tifón. En la ciudad de Nishiizu, la carretera núm. 59 de la prefectura de Shizuoka, línea Ito Nishiizu, fue destruida debido a las fuertes inundaciones. También hubo informes de marejadas ciclónicas en la costa sur del país. Dos personas murieron por razones desconocidas.